# Rusłan Calikow
Rusłan Chadżismiełowicz Calikow (ros. Руслан Хаджисмелович Цаликов, ur. 31 lipca 1956 w Ordżonikidze) – rosyjski polityk i działacz państwowy, pierwszy zastępca Ministra Obrony FR; rzeczywisty radca stanu Federacji Rosyjskiej I klasy.
W 1978 ukończył Północnoosetyński Uniwersytet Państwowy im. K.L. Chetagurowa, w 1983 – Rosyjski Uniwersytet Ekonomiczny im. G.W. Plechanowa.